# Apeadeiro de Coimbrões
O apeadeiro de Coimbrões é uma interface da Linha do Norte, que serve a localidade de Coimbrões, no município de Vila Nova de Gaia, em Portugal.

## Descrição

### Localização e acessos
Esta interface situa-se junto à localidade de Coimbrões, no concelho de Vila Nova de Gaia.

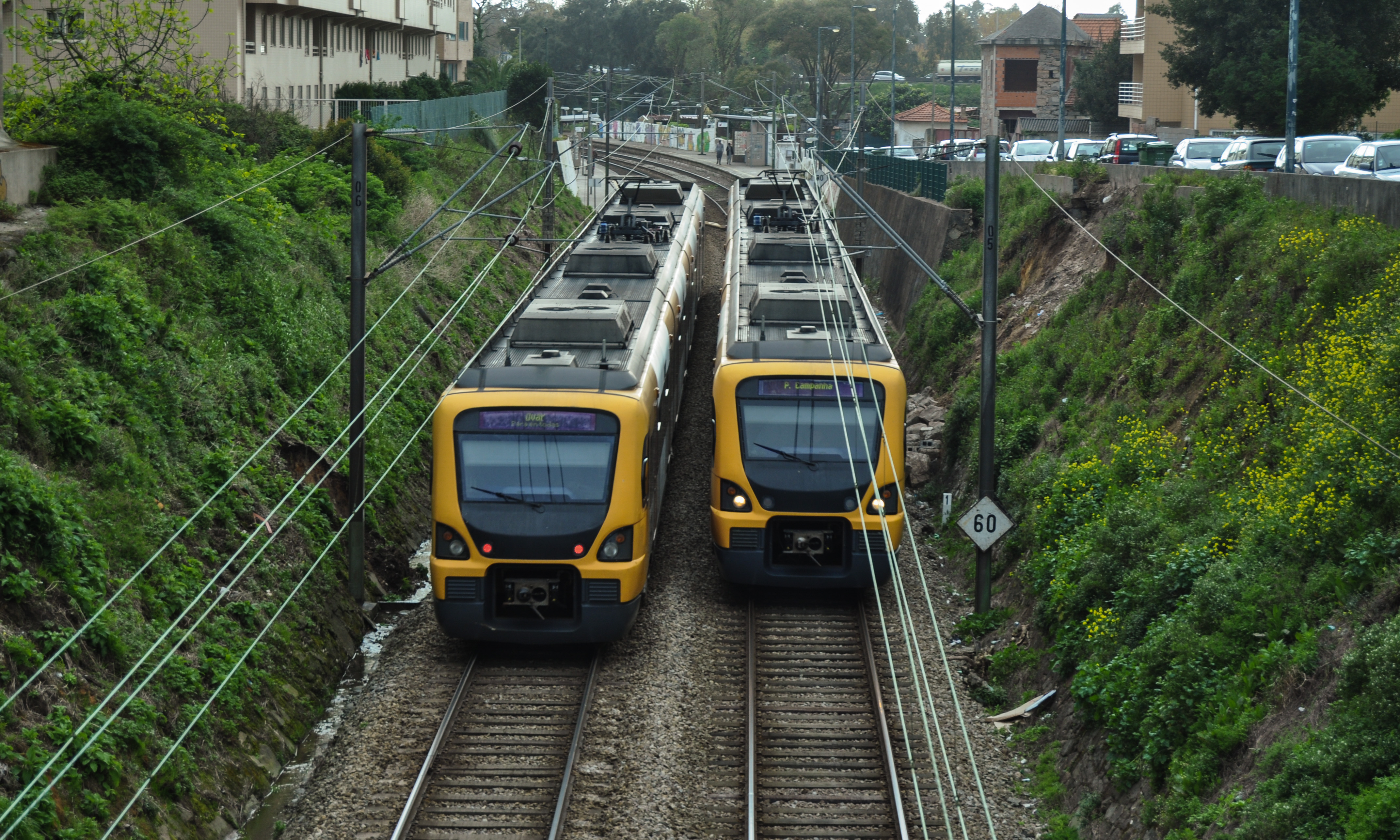
Apeadeiro de Coimbrões, em 2013.

### Infraestrutura
Como apeadeiro numa linha de via dupla, esta interface apresenta-se nas duas vias de circulação (I e II) cada uma acessível por plataforma — ambas com de 150 m de comprimento e 90 cm de altura.

### Serviços
Em dados de 2023, esta interface é servida por comboios de passageiros da C.P. de tipo urbano no serviço “Linha do Aveiro”, tipicamente com 31 circulações diárias em cada sentido entre Porto - São Bento ou Porto-Campanhã e Aveiro ou Ovar; passam sem parar nesta interface 40 circulações diárias do mesmo serviço.

## História
O plano original para o traçado da Linha do Norte entre Espinho e Vila Nova de Gaia fazia a linha circular ao longo do litoral, passando junto à Capela do Senhor da Pedra, mas o projecto foi modificado em 1861, fazendo-o transitar pelo interior, mais próximo de Coimbrões e outras localidades da zona. O troço entre Vila Nova de Gaia e Estarreja foi inaugurado pela Companhia Real dos Caminhos de Ferro Portugueses no dia 8 de Julho de 1863.
Em 1930, foi formada uma comissão para preparar o Plano Geral da Rede Ferroviária, decretado ainda nesse ano, tendo um dos objectivos desta comissão sido estudar uma ligação ferroviária alternativa à Linha do Norte na zona entre o Porto e Gaia, uma vez que a Ponte D. Maria Pia e a Estação de Campanhã estavam a ter grandes problemas de saturação do tráfego. Uma das soluções que foram propostas foi a construção de um novo lanço a partir do apeadeiro de Coimbrões, que deveria atravessar o Rio Douro na Arrábida, e terminar numa nova estação que ficaria situada junto ao Jardim da Cordoaria, na zona do Campo Alegre, ou em Nevogilde. Este traçado variante não viria a ser construído.[carece de fontes?]

Em 8 de Janeiro de 2011, ocorreram dois deslizamentos de terra junto ao apeadeiro, devido a condições meteorológicas adversas, que interromperam a circulação ferroviária naquele troço.

## Leitura recomendada
- QUEIRÓS, Amílcar (1976). Os Primeiros Caminhos de Ferro de Portugal: As Linhas Férreas do Leste e do Norte. Coimbra: Coimbra Editora. 45 páginas
- SALGUEIRO, Ângela (2008). A Companhia Real dos Caminhos de Ferro Portugueses: 1859-1891. Lisboa: Univ. Nova de Lisboa. 145 páginas